# 纳什嵌入定理
納許嵌入定理(Nash embedding theorems)：，以约翰·福布斯·纳什命名，指出每个黎曼流形可以等距嵌入到欧几里得空间 Rn。
「等距」表示「保持曲线长度」。因此，该结果表明每个黎曼流形可以看作是欧几里得空间的子流形。第一个定理适用于 C1-光滑嵌入，第二个用于解析或Ck, 3 ≤ k ≤ ∞的情形。两个定理非常不同；第一个有很简单的证明但有一些很違反直觀的結果，而第二个非常具有技术性但其结论比較不太出乎意料。
C1定理發表于1954年，Ck定理發表于1956年。解析的情形则最先由納什于1966年處理，其中的論證後來在Greene & Jacobowitz (1971)中簡化了很多。（這個定理的一個局部版本由埃利·嘉當與Maurice Janet 在1920年代證出。）納什對Ck的證明後來发展成h-原则和納什–Moser隱函數定理。納什的第二個嵌入定理的一個簡化證明由Günther (1989)給出，方法是將納什的非線性偏微分方程組約化成橢圓系統，而壓縮映射定理能夠應用於後者。

## 纳什-科伊伯定理(Nash-Kuiper theorem ,C1嵌入定理)
定理 令{\displaystyle (M,g)}为一黎曼流形而{\displaystyle f:M^{m}\to \mathbb {R} ^{n}}为一个短的{\displaystyle C^{\infty }}光滑嵌入（或浸入(immersion)）到欧几里得空间{\displaystyle \mathbb {R} ^{n}}, {\displaystyle n\geq m+1}。（「短」表示縮短曲線長度。）则对于任意{\displaystyle \epsilon >0}存在嵌入(或浸入){\displaystyle f_{\epsilon }:M^{m}\to \mathbb {R} ^{n}}满足
(i) {\displaystyle C^{1}}-光滑,
(ii) 等距， 也即对于在点{\displaystyle x\in M}的切空间任何两个向量{\displaystyle v,w\in T_{x}(M)}，我们有{\displaystyle g(v,w)=\langle df_{\epsilon }(v),df_{\epsilon }(w)\rangle }.
(iii) {\displaystyle \epsilon }-接近f, i.e. :{\displaystyle |f(x)-f_{\epsilon }(x)|<\epsilon } 对于所有{\displaystyle x\in M}。
特别的是，因为它从惠特尼嵌入定理（Whitney embedding theorem）得出，任何m-维黎曼流形可以有一个等距{\displaystyle C^{1}}-嵌入到2m-维欧几里得空间中的任意小的鄰域。定理最初由纳什在条件{\displaystyle n\geq m+2}而不是{\displaystyle n\geq m+1}下证明，不過他提示了改進到{\displaystyle n\geq m+1}的方法，尔后被尼古拉·科伊伯(Nicolaas Kuiper)推廣到{\displaystyle n\geq m+1}。
定理有很多反直觀的推導結果。例如，可以得出任何闭可定向黎曼曲面可以{\displaystyle C^{1}}等距嵌入到在欧几里得三维空间中的任意小球（對足夠小的ε，不存在这样的等距{\displaystyle C^{2}}-嵌入，因為由高斯曲率的公式，這樣的嵌入的極點會有曲率≥ ε−2，違反絕妙定理所指出的等距{\displaystyle C^{2}}-嵌入保持高斯曲率不變）。

## Ck嵌入定理
技术性的陈述如下: 若M为一给定m-维黎曼流形 (解析或属于Ck类, 3 ≤ k ≤ ∞), 则存在n ({\displaystyle n=m^{2}+5m+3} 就可以)和一个单射f : M -> Rn (也是解析的或者属于Ck类)使得对于M的所有点p，导数 dfp 是一个线性映射从切空间 TpM 到Rn，和给定在TpM上的内积和Rn的标准內积在如下意义下兼容:
< u, v > = dfp(u) · dfp(v)
对于TpM中的所有向量u, v。 
这是偏微分方程(PDE)的不定系统。
纳什嵌入定理是全局系统，因为整个流形嵌入到了Rn。局部嵌入定理要简单得多，可以在流形的座標鄰域中用高等微積分的隐函数定理证明。这里给出的全局嵌入定理的证明依赖于纳什对隐函数定理的极大推广版本，Nash-Moser定理和带后处理(postconditioning)的牛顿法(见参考)。纳什解决嵌入问题的基本思想是采用牛顿法来证明该PDE系统有解。标准的牛顿法应用于该系统时不收敛，所以纳什利用光滑化算子来保证牛顿循环收敛。这个改变了的牛顿法成为带后处理的牛顿法。平滑算子由卷积定义。该平滑算子保证了循环的趋向于一个根，使得它可以用来作为存在性定理。通过证明PDE系统存在一个根就证明了黎曼流形的等距嵌入的存在性。有一个更老的循环称为Kantovorich循环，它是只用牛顿方法的存在性定理(所以不用平滑算子)。